# Педагогічний семінарій
Педагогічний семінарій - структурний підрозділ, що існував у структурі філософського факультету Львівського університету. Був створений у 1907 році і проіснував до 1939 року. Користувався фінансовою, науковою, організаційною і дидактичною автономією.

## Функції підрозділу
Педагогічний семінарій був створений за аналогією до вже існуючих профільних підрозділів, що вже діяли у структурі Львівського університету, а саме - філософського, математичного, історичного. проводив діяльність відповідно до власного статуту, який окреслював змістову, організаційну, економічну, наукову і дидактичну автономію закладу. Згідно зі статутом, завданням Педагогічного семінарію визначалася підготовка його учасників до самостійних досліджень у педагогічній сфері і набуття практичного учительського досвіду. Теоретичні і практичні заняття відбувалися для студентів філософського факультету, а також тих студентів теологічного факультету, які прагнули здобути учительський фах (катехити середніх шкіл). Обов’язковою складовою навчальної програми була шкільна педагогічна практика студентів. Педагогічну практику проходили студенти 4-го курсу філософського факультету тих напрямків, які передбачали потребу учительської підготовки. 

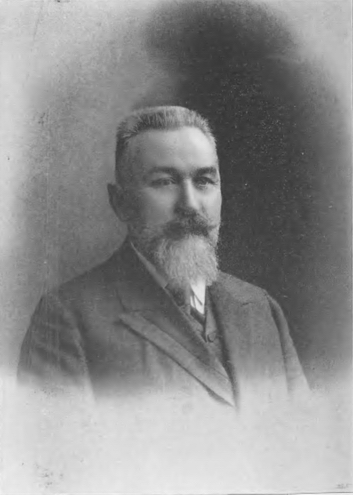
Засновник і перший керівник підрозділу Болеслав Маньковський

## Навчальні приміщення
Педагогічний семінарій функціонував у приміщенні по вул. Длугоша (нині Кирила і Мефодія) 7.

## Керівництво семінарію
Засновником і керівником до 1921 року був доцент університету Болеслав Маньковський (1852–1921). Після його смерті підрозділом керували Казимир Твардовський і Казимир Айдукевич. 

## Історія функціонування
У 1907-1921 роках інтенсивна навчальна і методична діяльність Педагогічного семінарію була пов'язана з керівництвом Болеслава Маньковського.  
У 1921-1939 роках підрозділ вже не виконував дидактичних функцій у повному обсязі. Число годин, відведених на викладання, було зменшене. Було також обмежено набір студентів. Плани з відродження закладу пов’язувалися з утворенням окремої кафедри педагогіки, однак настання Другої світової війни перервало їх реалізацію. 